# Hans-Martin Haller

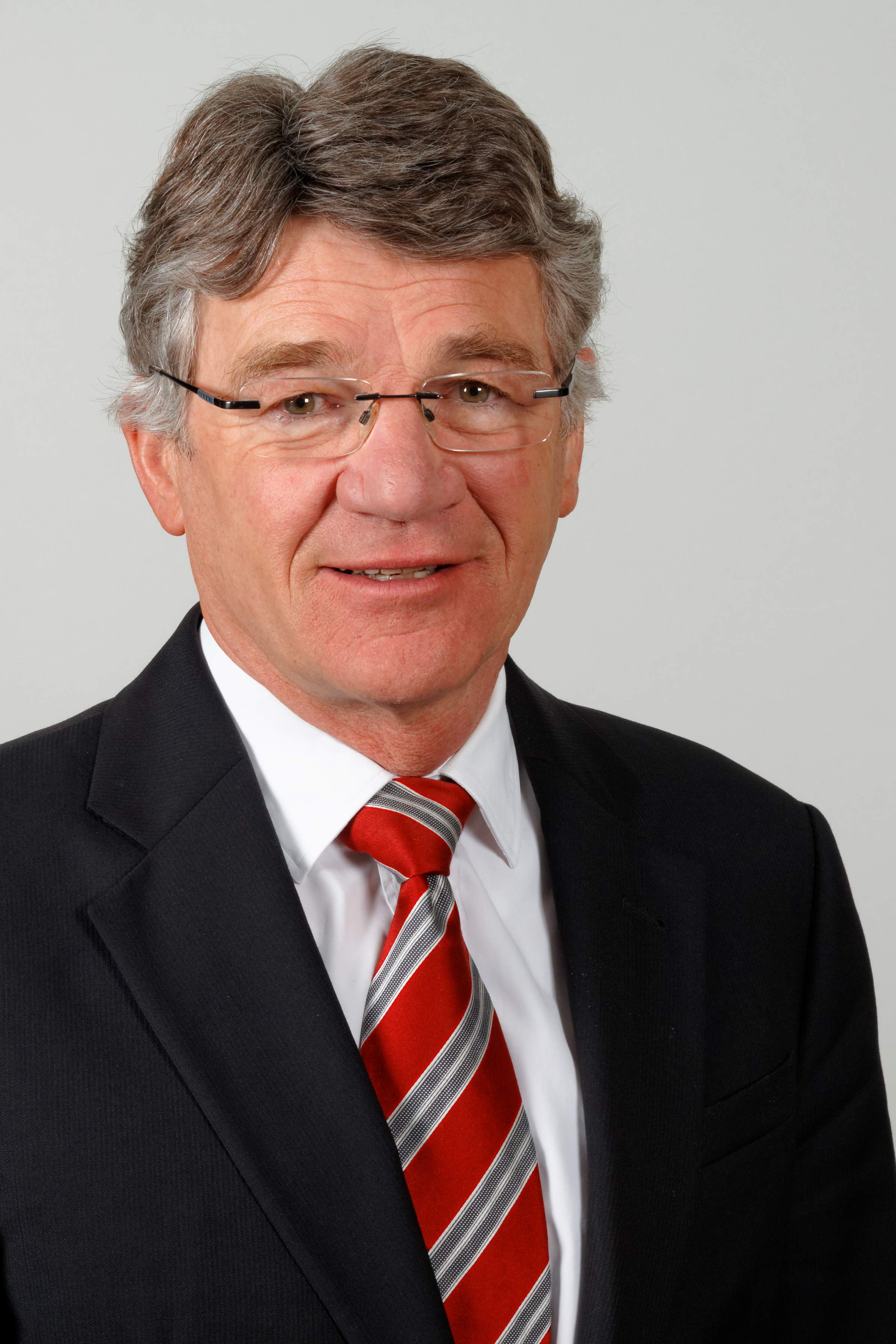
Hans-Martin Haller (2013)

Hans-Martin Haller (* 11. August 1949 in Tailfingen) ist ein deutscher Politiker (SPD) und war von 2001 bis 2016 Mitglied des Landtages von Baden-Württemberg.

## Ausbildung und Beruf
Nach dem Abitur 1969 studierte der in Tailfingen als Sohn eines Bäckermeisters geborene Hans-Martin Haller Geschichte, Geographie, Rechtswissenschaft und Politische Wissenschaften an der Albert-Ludwigs-Universität Freiburg und an der Sorbonne in Paris. Parallel zum Studium absolvierte er eine Ausbildung im Bäckerhandwerk, die er 1972 mit der Gesellenprüfung abschloss. Die Meisterprüfung bestand er 1978. Somit war er zusätzlich  als technischer Lehrer für Hauswirtschaft im Schuldienst qualifiziert. Bis 1991 arbeitete er als Lehrer am Gymnasium in Albstadt-Ebingen, 1999 hat er diese Tätigkeit wieder aufgenommen.

## Politische Tätigkeit
Hans-Martin Haller ist seit 1972 Mitglied der SPD. Von 1980 bis 1991 war er Stadtrat in Albstadt. Von 1989 bis 2019 war er Kreisrat des Zollernalbkreises, ab 1999 Vorsitzender der SPD-Fraktion im Kreistag. Von 1991 bis 1999 war er Oberbürgermeister von Albstadt. Mitglied des Landtags von Baden-Württemberg war er seit dem 18. April 2001, dem Beginn der 13. Wahlperiode. Für die 13., 14. und 15. Wahlperiode wurde er jeweils über ein Zweitmandat des Wahlkreises Balingen in den Landtag gewählt. Bei der Landtagswahl 2016 trat er nicht mehr an.

## Familie und Privates
Hans-Martin Haller ist evangelisch. Er lebt in Albstadt-Tailfingen, ist verheiratet und hat zwei erwachsene Kinder.